# Gnomidolon nigritum
Gnomidolon nigritum es una especie de escarabajo longicornio del género Gnomidolon, categorizada en la tribu Hexoplonini, de la subfamilia Cerambycinae. Fue descrita por Martins en 1967.

## Descripción
Mide 7,5-9 mm de longitud.

## Distribución
Se distribuye por Ecuador.